# سعید راد (پزشک)
سعید راد (زادهٔ اسفند ۱۳۰۹ - درگذشته ۱ آذر ۱۳۹۹) پدرعلم پرتوشناسی ایران در سال ۱۳۰۹ درتبریز متولد شد. پدرش ابراهیم راد کارمند عالی‌رتبه وزارت پست و تلگراف و تلفن تبریز بود. وی دوره ابتدایی و دبیرستان را در زادگاهش گذراند و بلافاصله وارد رشته پزشکی  دانشگاه تبریز شد و در سال ۱۳۳۴ فارغ‌التحصیل گردید. بعد از استخدام در دانشگاه تبریز با رتبه پزشک یکمی، طی یک دوره چهار ساله در سال ۱۳۴۰ در امتحان تخصصی پرتوشناسی پذیرفته شد و در سال ۱۳۵۰ با رتبه استادی در دانشگاه علوم پزشکی تبریز تا پایان عمر کار کرد. وی مدرس افتخاری پرتوشناسی دانشگاه آزاد اسلامی و تدریس افتخاری در دانشکده پیراپزشکی (کاردانی، و کارشناسی پرتوشناسی) در دوره‌های قبل و دانشگاه آزاد اسلامی را برعهده داشته و استاد راهنما و مشاور دانشجویان رشته پرتوشناسی نیز از سال ۱۳۶۸ تا زمان مرگ بوده‌است.

## سوابق تحصیل
سعید راد در سال ۱۳۳۴ با وجود قانون تک فرزندی به خدمت سربازی اعزام شد و به عنوان دستیار افتخاری در دانشگاه علوم پزشکی وارد شد و ضمن تحصیلات دبیرستانی و دانشگاهی ابتدا زبان فرانسه را پیش میسیون کاتولیک فرانسوی تبریز یادگرفت و با احراز رتبه اول و جایزه، گواهی دریافت کرد و در سال ۱۹۶۱ نیز پس از پایان دوره زبان انگلیسی در شورای فرهنگی بریتانیا در تبریز موفق به دریافت گواهینامه شد. از استادان وی در خارج کشور می‌توان به استینیر اشاره کرد که در بیمارستان Hammersmith شهرت جهانی داشت و تجارب زیادی در رادیولوژی گوارش، قلب و عروق خونی داشت.

## سمت و مسئولیت
مشاغل و مسئولیت‌های سعید راد دور از رشته پزشکی نیست:
1. مدیریت و تشکیل گروه مستقل رادیولوژی از زمان دانشیاری
2. سرپرستی گروه آموزشی رادیولوژی با پیوستن رادیوتراپی به آن ۱۳۵۴
3. عضو کمیته انتصاب و ترفیع ۱۳۵۴
4. عضو هیئت سه نفره دانشگاه برای ارزشیابی امور آموزشی و پژوهشی اعضای هیئت علمی ۱۳۵۴
5. عضو هیئت آموزش و پذیرش دانشکده پزشکی ۱۳۵۵
6. عضو هیئت پژوهشی دانشکده پزشکی ۱۳۵۶
7. عضویت در هیئت ممتحنه بورد تخصصی رادیولوژی از ۱۳۵۶
8. شورای تألیف و ترجمه دانشگاه از ۱۳۵۴ تا کنون
9. کمیته سی تی اسکن و سونوگرافی وزارت بهداشت، درمان و آموزش پزشکی از ۱۳۶۹
10. عضو منتخب کمیته بررسی امور سونوگرافی، سی تی اسکن و ام آر آی وزارت بهداشت، درمان و آموزش پزشکی از ۱۳۷۱
11. کارشناس و مشاور نظام پزشکی در رشته رادیولوژی از ۱۳۷۰ تا کنون
12. عضو کمیسیون ماده ۲۰ دانشگاه برای صدور مجوز مشاغل رادیولوژی
13. عضو شورای دانشگاه علوم پزشکی تبریز و شورای آموزشی دانشکده پزشکی
14. عضو جامعه بین‌المللی رادیولژیست‌ها از ۱۹۷۲
15. عضو و رئیس انجمن رادیولوژی ایران ۷۶–۱۳۷۵ و رئیس فعلی شاخه انجمن رادیولوژی آذربایجان شرقی از ۱۳۸۱ تا کنون
16. عضو انجمن گوارش و کبد ایران از ۱۳۷۹
17. عضو کمیته مشاوران مجله دانشکده پزشکی و دارو سازی از ۱۳۴۴
18. سرپرستی بخش کبالت تراپی از ۱۳۴۹
19. سرپرستی بخش رادیوتراپی و فیزیو تراپی مرکز طبی کودکان تبریز ۱۳۴۹
20. رئیس بخش MRI از ۱۳۷۶
21. عضو هیئت نظارت واحد مجری نظام نوین در مرکز آموزشی درمانی امام خمینی از بدو ابلاغ قانون
22. مسئول اجرای طرح دپارتمانی رادیولوژی در دانشگاه در ۱۳۷۵
23. عضویت در هیئت تحریریه مجله پژوهشی دانشگاه
24. عضویت در هیئت تحریریه مجلات علمی دیگر از قبیل فرهنگستان علوم پزشکی - مجله علمی ارومیه-زنجان-دانشگاه آزاد اسلامی
25. عضو کمیته تشخیص سفارش‌ها خارجی ۱۳۷۶
26. عضو کمیته تدوین و ارزشیابی برنامه‌های دستیاری در وزارت بهداشت، درمان و آموزش پزشکی از ۱۳۸۱
27. عضو کمیته تدوین کادر پزشکی و پرسنل پرستاری و کارکنان مرکز آموزشی درمانی امام خمینی از ۱۳۷۷
28. عضو کمیته اصلی مدیریت در مرکز آموزشی درمانی امام خمینی ۱۳۷۷
29. عضو کمیته شورای اصلی پاسداری از ارزشهای متعالی مرکز آموزشی درمانی امام ۱۳۷۷
30. عضو کمیسیون ماده ۸ قانون حفاظت در برابر اشعه از ۱۳۷۹
31. عضو کمیته فنی مبارزه با سل دانشگاه علوم پزشکی تبریز
32. عضو کمیته علمی همایش پزشکی هسته‌ای ایران
33. استخدام در دانشگاه علوم پزشکی تبریز به عنوان پزشک یکمی در سال ۱۳۳۶، استادیاری در سال ۱۳۴۰، دانشیاری در سال ۱۳۴۴ و درجه استادی سال ۱۳۵۰

## آثار
بیشتر آثار دکتر سعید راد در قالب مقالات متعدد به زبان انگلیسی، فرانسه و فارسی است و ارائه مقاله‌ها و سخنرانی‌ها به عنوان سخنران در ۲۰ کنگره و سمینارهای مختلف داخلی و خارجی در زمینه پزشکی و خصوصاً رادیولوژی و چاپ چندین کتاب و مقاله شامل:
- ۱۲ مقاله به زبان انگلیسی و یک مقاله به زبان فرانسه و ۲ مقاله مشترک انگلیسی چاپ شده در مجلات خارجی و داخلی
- حدود ۲۰ مقاله فارسی با سخنرانی در کنگره‌ها و ۴ مقاله فارسی چاپ شده در مجلات داخلی
- یادداشت هائی از سری ژینکولوژی ج۱ وج۲ - سال ۱۳۳۳
- رادیو دیاگنوستیک برای پزشکان عمومی - ۱۳۴۳
- رادیوتراپی برای پزشکان عمومی - ۱۳۴۳
- دیابت برای عامه مردم - ترجمه نوشته مؤسسه فرانکلین، ۱۳۴۴
- آشنایی با رادیولوژی - ۱۳۶۲
- رادیوگرافی ساده شکم و تشخیص مایعات و آبسه‌های شکمی - ۱۳۶۲
- رادیولوژی دستگاه گوارش - ۱۳۶۳
- رادیولوژی شکم حاد - ۱۳۶۴
- آناتومی تصویری شکم در رادیوگرافی ساده و CT در سال ۱۳۷۱
- بخش رادیولوژی قلب از درسنامه پزشکی آکسفورد - نشر دانشگاهی تهران، ۱۳۷۲
- دیباچه بر علوم تصویری Imaging - معاونت پژوهشی دانشگاه علوم پزشکی تبریز، ۱۳۷۹
- رادیولوژی بالینی Daffner - ترجمه، معاونت پژوهشی دانشگاه علوم پزشکی تبریز، ۱۳۸۲
- رادیوگرافی ساده شکم در عوارض مختلف - آماده چاپ
- نکات فنی رادیو دیاگنووستیک - آماده چاپ
- فیزیک رادیاسیون - آماده چاپ.[۲]

## جوایز و تقدیر
- استاد نمونه کشور در سال ۱۳۷۵ دریافت لوح تقدیر از ریاست جمهوری وقت
- جایزه و لوح تقدیر از وزیر وقت بهداشت به خاطر خدمات پشت جبهه در دوران جنگ ایران و عراق
- رتبه اول رزیدنتی در سطح کشور در امتحانات بورد سال ۱۳۸۴ و دریافت جایزه نقدی
- لوح‌های تقدیر متعدد از روسای دانشگاه علوم پزشکی و لوح تقدیر از نهاد نمایندگی مقام رهبری در دانشگاه سال ۱۳۸۴

## پدر علم رادیولوژی ایران
- در اسفند سال ۱۳۹۱ همزمان با زادروز تولد سعید راد استاد رادیولوژی دانشگاه علوم پزشکی تبریز طی مراسمی از مقام شامخ وی به عنوان پدر علم رادیولوژی ایران تجلیل و از زحمات چندین ساله وی تقدیر شد.
- در این مراسم از تندیس استاد دکتر سعید راد بر سردرب کتابخانه دیجیتالی مرکز، رونمایی شد.[۳]

## خانواده
همسر و فرزندان: همسر سعید راد، زرین وزیری است که در رشته مامایی تحصیل کرده‌است و حاصل این ازدواج دو فرزند می‌باشد، یک پسر به نام سیامک که او نیز پزشک عمومی است و یک دختر به نام سوسن که در رشته زبان فرانسه دارای کارشناسی است. هر دوی آنها ازدواج کرده‌اند و هر کدام دارای یک فرزند هستند.

## درگذشت
سعید راد در ۱ آذر ۱۳۹۹ درگذشت.